# Potamotrygon
La raya de río o chucho de río (Potamotrygon) es un género de peces Neotropicales de agua dulce de la familia Potamotrygonidae (orden Myliobatiformes). Viven en todos los países de Sudamérica, excepto Chile.

## Distribución
Son nativas del norte, centro, y este de América del Sur, viviendo en ríos que drenan hacia el mar Caribe, y hacia el  Océano Atlántico llegando por el sur hasta el Río de la Plata entre Argentina y Uruguay. En general, cada especie es nativa de cuencas fluviales individuales. La mayor diversidad de especies de rayas de río se encuentra en la cuenca amazónica. En Colombia se encuentran más en el río Magdalena.

## Descripción
Las rayas de río poseen una forma casi circular y varían en tamaño desde un diámetro de unos pocos decímetros, hasta la raya de río de cola corta, de  la que algunos de sus ejemplares pueden llegar a medir 2 metros de diámetro.
La superficie superior está cubierta de dentículos (escamas con puntas como dientes). La mayoría de las especies son de color marrón o grisáceo, y con frecuencia tienen patrones distintivos manchados o moteados, pero algunas especies son en su mayor parte negruzcas con contrastadas manchas negras.

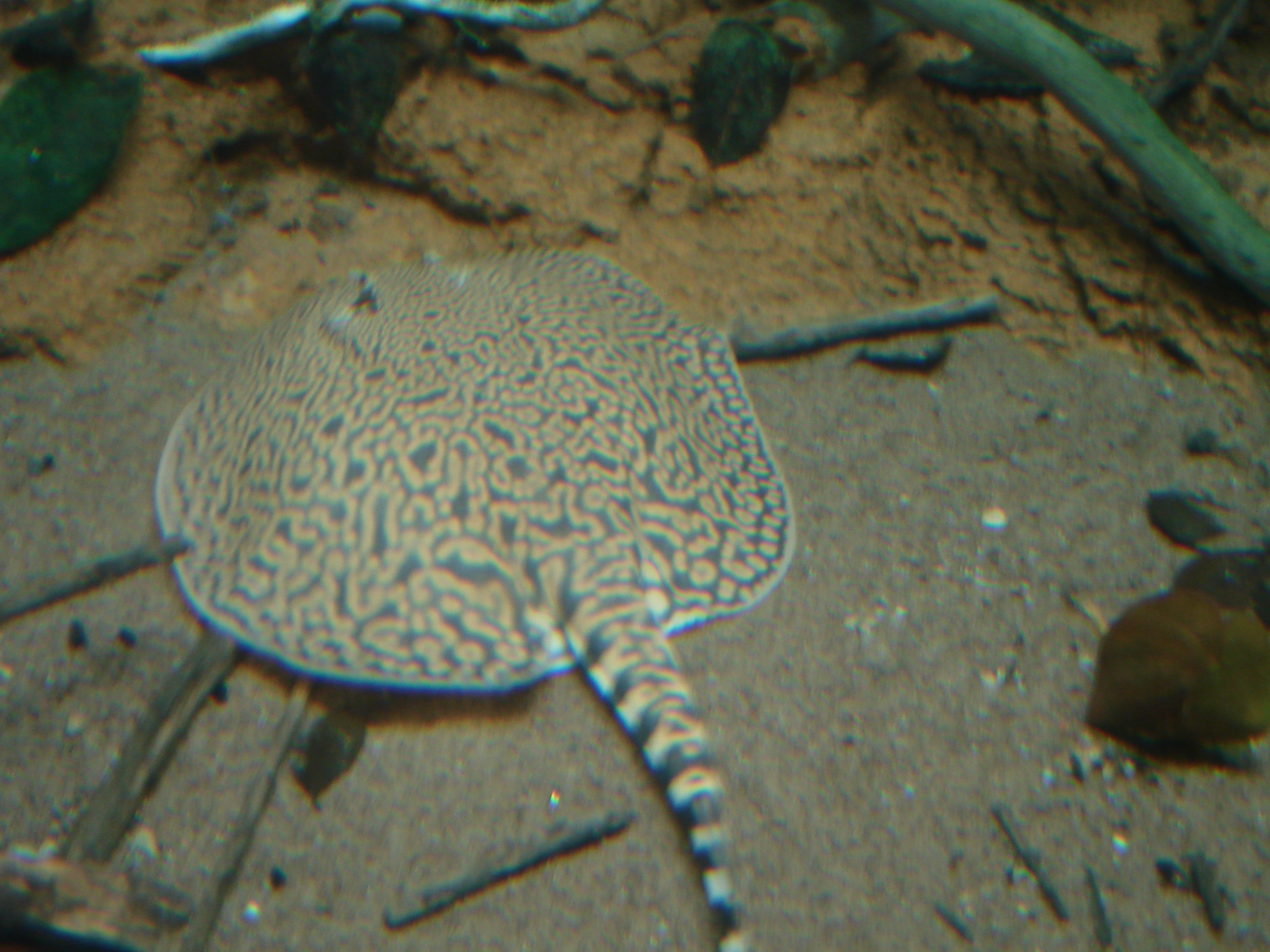
Potamotrygon falkneri.

Estas rayas de río pertenecen a la familia Potamotrygonidae, la única familia de batoideos completamente restringida a hábitats de agua dulce; pues si bien hay algunas especies de agua dulce de la familia Dasyatidae (por ejemplo Himantura chaophraya) la mayoría de las especies de esa familia son peces de agua salada.
La fecundación en todos los peces cartilaginosos es interna. Las rayas de agua dulce son vivíparas, lo que quiere decir que dan a luz crías vivas. La gestación varia entre 4 y 8 meses, con una media de 8 meses.

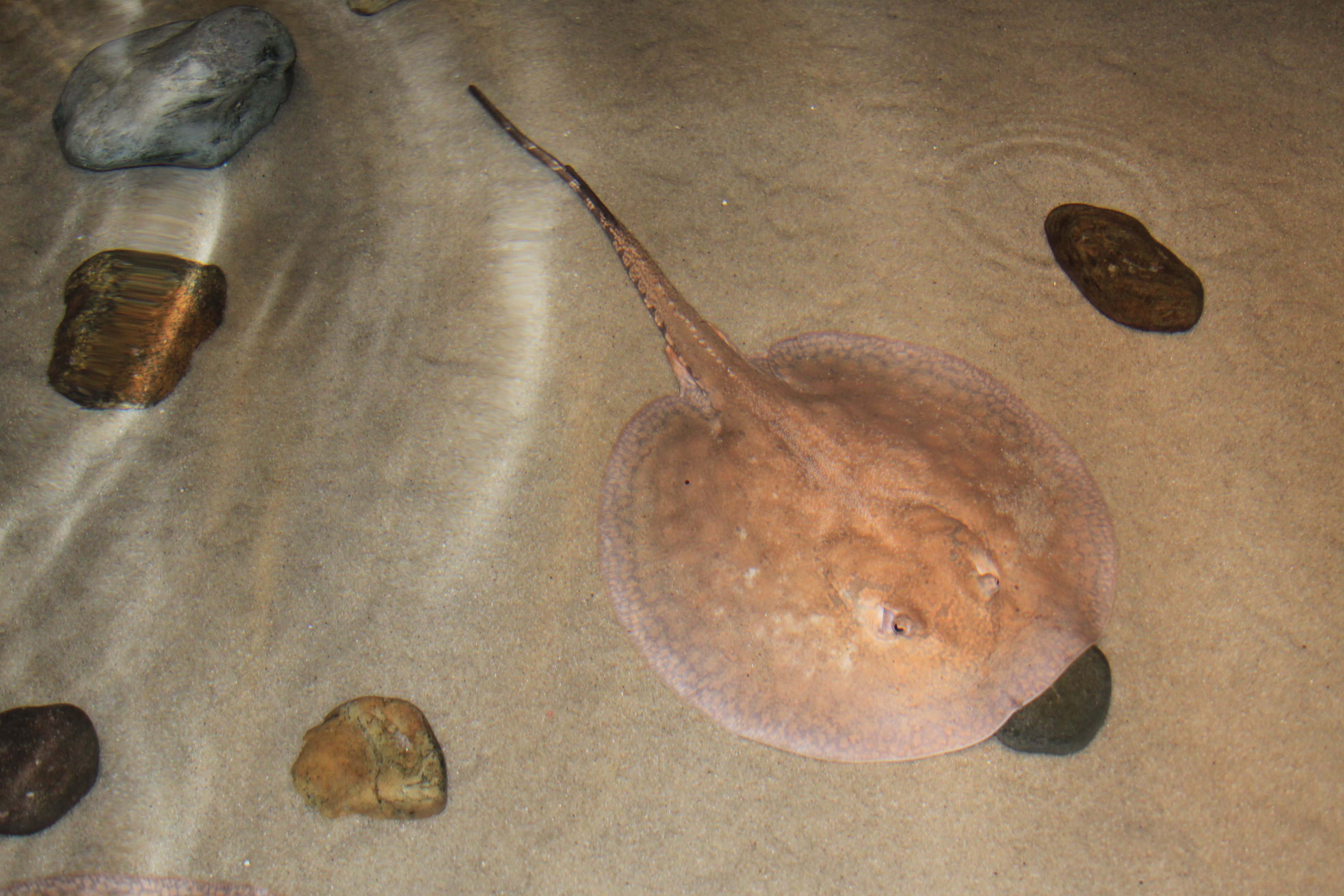
Potamotrygon hystrix.

## Peligrosidad
Tienen un aguijón caudal venenoso, el que los torna entre los peces de agua dulce más temidos en la región Neotropical, a veces son más temidas que las pirañas, y la anguila eléctrica. Sin embargo, no son peligrosas a menos que sean pisadas, ya que se defienden clavando su aguijón en el pie, en el tobillo o en el gemelo, causando una herida a veces mortal, y sobre todo muy dolorosa.

## Taxonomía
La taxonomía de las rayas de río es compleja; aún muchas formas permanecen sin ser descriptas.
En la actualidad, hay unas 21 especies reconocidas para este género: 

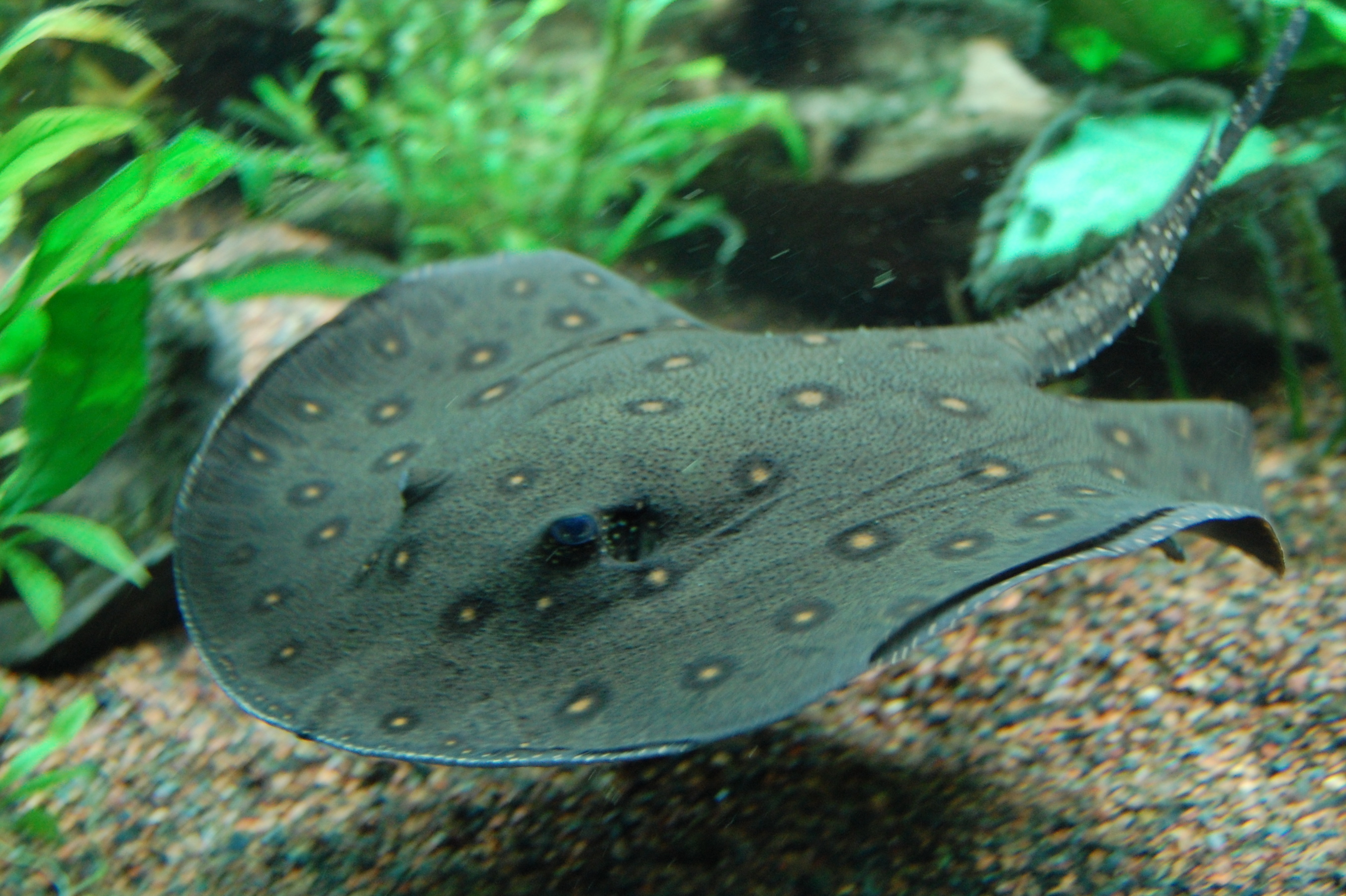
Potamotrygon motoro.

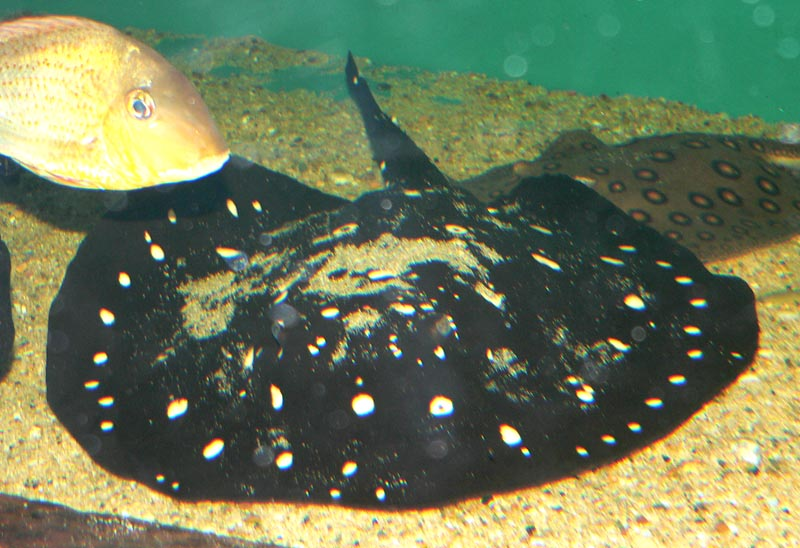
Potamotrygon henlei.

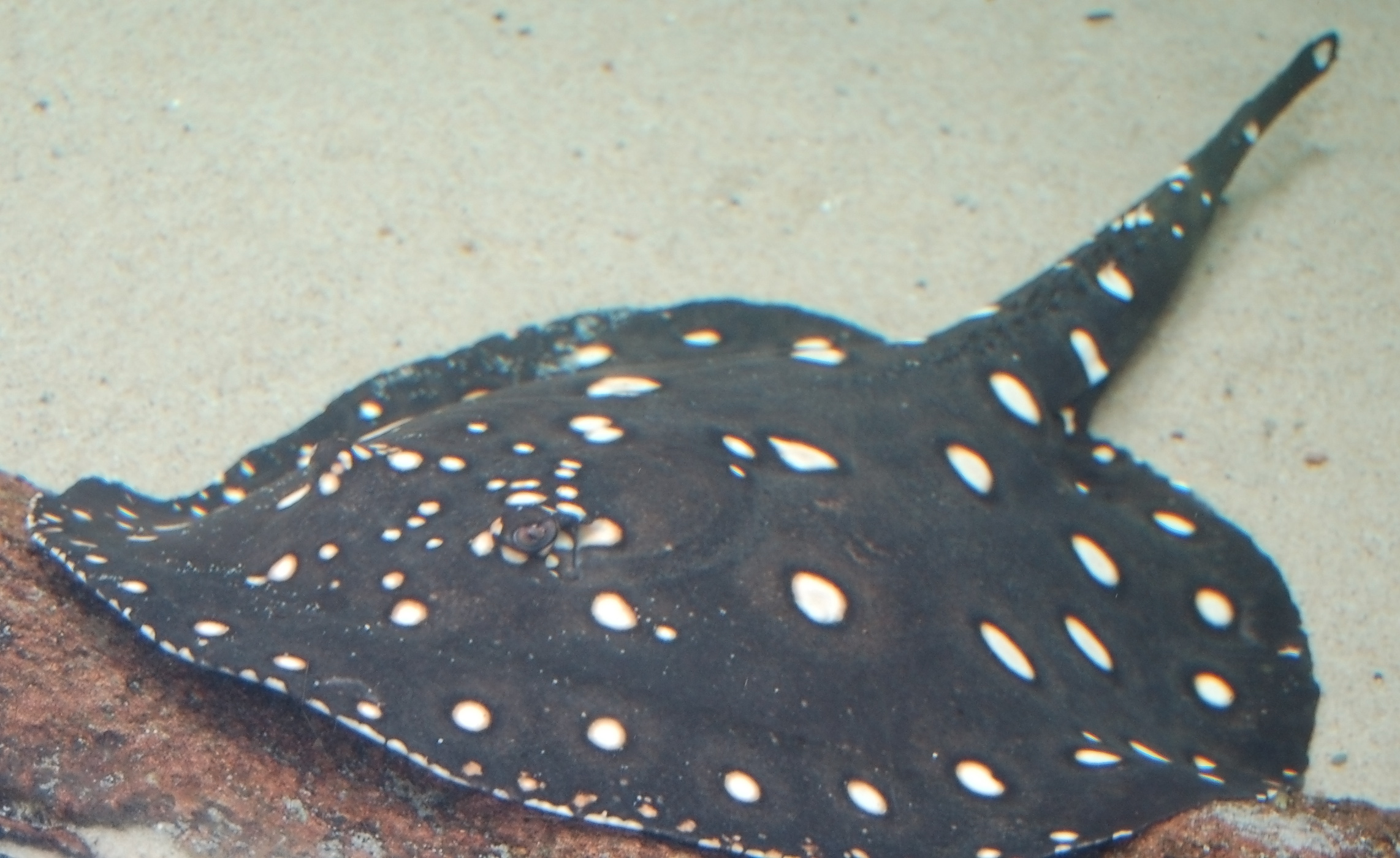
Potamotrygon leopoldi.

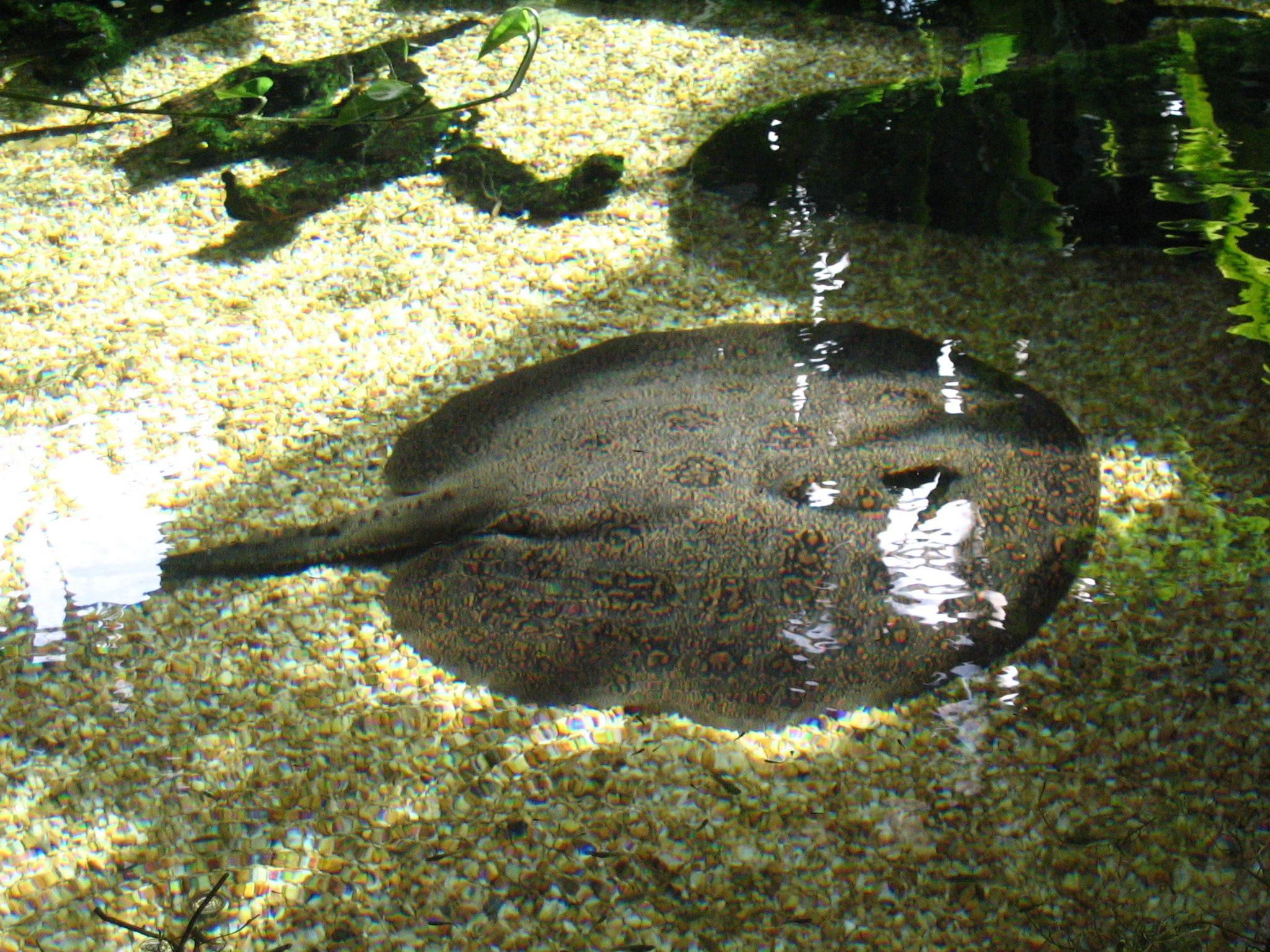
Potamotrygon orbignyi.

- Género Potamotrygon (Müller & Henle, 1834)
  - Potamotrygon amandae Laboda & Carvalho, 2013[4]
  - Potamotrygon boesemani Rosa, de Carvalho & de Almeida Wanderley, 2008.
  - Potamotrygon brachyura (Günther, 1880). Raya de río de cola corta, Yabebí - Argentina, Uruguay, Brasil.
  - Potamotrygon constellata (Vaillant, 1880). Raya de río espinosa
  - Potamotrygon falkneri Castex & Maciel, 1963. Raya de río de grandes manchas - Argentina, Paraguay.
  - Potamotrygon henlei (Castelnau, 1855). Raya del río Bigtooth
  - Potamotrygon hystrix (Müller & Henle, 1834). Raya brava, r. negra o r. pintada - Uruguay, Brasil, Argentina, Paraguay.
  - Potamotrygon laticeps Raya de agua dulce
  - Potamotrygon leopoldi Castex & Castello, 1970. Raya de río de manchas blancas
  - Potamotrygon limai[5]
  - Potamotrygon magdalenae (Duméril, 1865). raya del río Magdalena
  - Potamotrygon marinae Deynat, 2006.
  - Potamotrygon motoro (Müller & Henle, 1841). raya pintada de las piedras - Argentina, Uruguay, Brasil.
  - Potamotrygon ocellata (Engelhardt, 1912). Raya de río de manchas coloradas
  - Potamotrygon orbignyi (Günther, 1880). Raya de río lisa
  - Potamotrygon pantanensis Laboda & Carvalho, 2013[4]
  - Potamotrygon schroederi Fernández-Yépez, 1957. Raya de río escarapela
  - Potamotrygon schuhmacheri Castex, 1964. - Argentina -endémica-
  - Potamotrygon scobina Garman, 1913. Raya de río Raspy
  - Potamotrygon signata Garman, 1913. Raya del río del Parnaíba
  - Potamotrygon tatianae[6]
  - Potamotrygon tigrina[7]
  - Potamotrygon wallacei
  - Potamotrygon yepezi Castex & Castello, 1970.[8] Raya de río de Maracaibo